# Brigantaggio post-unitat

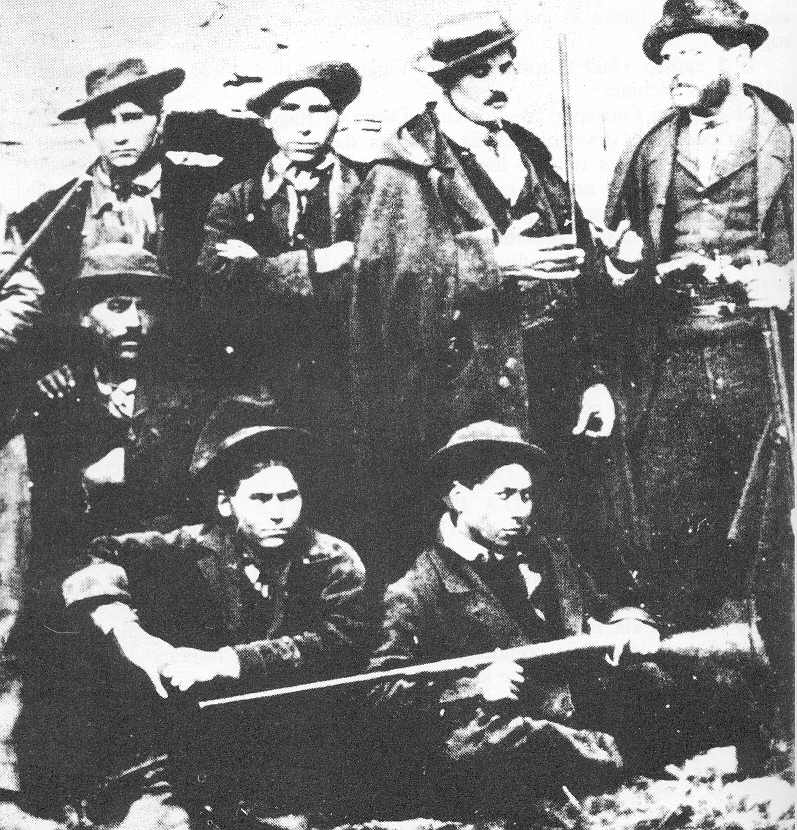
Banda de bandolers a Basilicata, dirigida per Vincenzo « Totaro » Di Gianni, tinent de Carmine Crocco

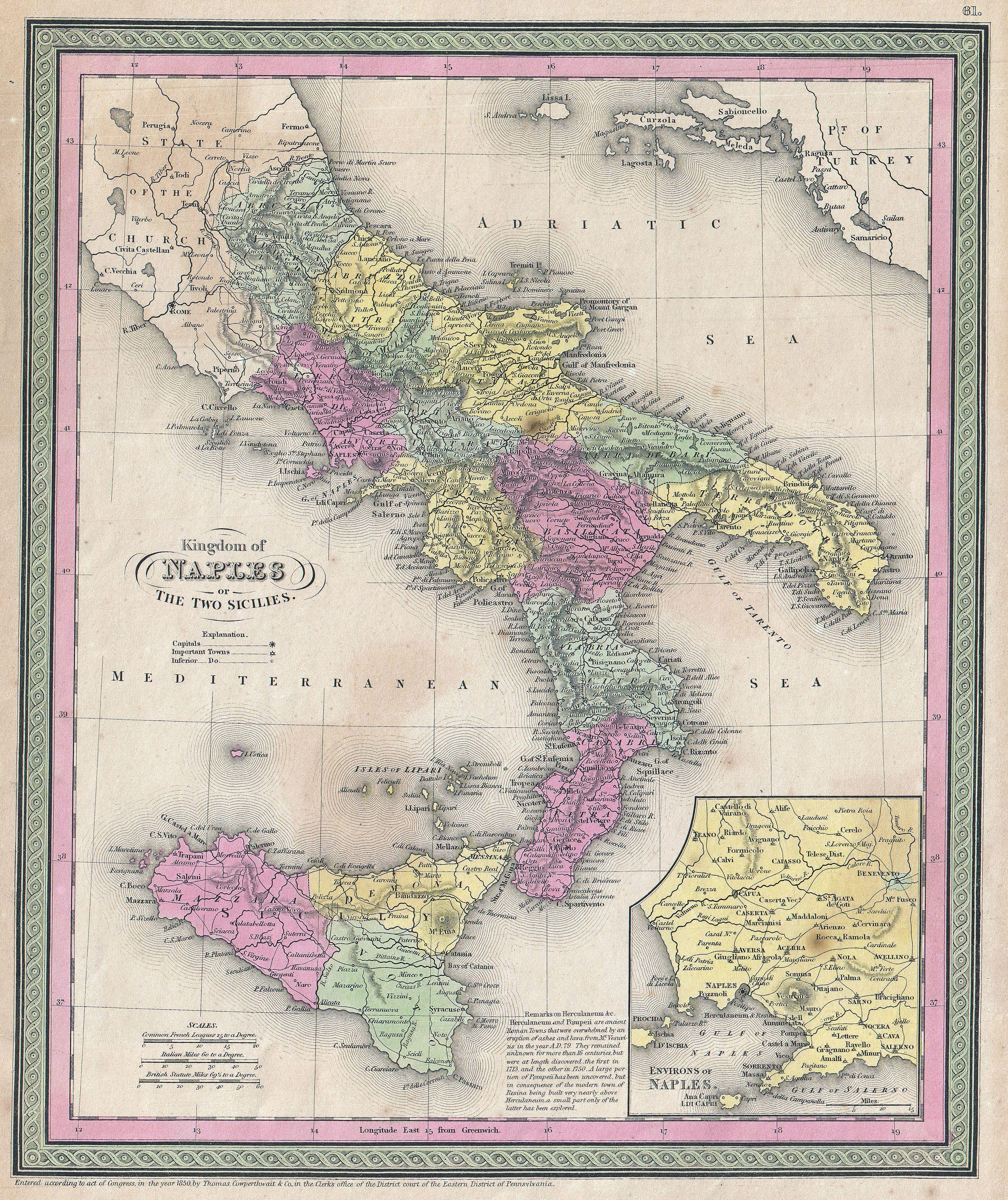
El Regne de les Dues-Siciles l'any 1853

Brigantaggio post-unitat, segons la historiografia italiana, evoca un moviment bèl·lic que, ja present sota la forma de bandolerisme al sud d'Itàlia i Sicília dels Borbons i de Murat, es va desenvolupar després de l'annexió del Regne de les Dues Sicílies pel Regne de Sardenya (Piemont) donant naixement al Regne d'Itàlia i prenent sovint la connotació d'una revolta popular.
Amb el suport del govern de les Dues Sicílies a l'exili i dels Estats Pontificis, la rebel·lió va ser conduïda principalment per elements del proletariat rural i d'ex-militars borbons, a més de rebels al servei militar, desertors i evadits de presons que, empesos per diverses dificultats econòmiques i socials, es van oposar a la política del nou govern italià.
L'expressió « brigantaggio post-unitat » és discutida per certs historiadors que jutgen aquesta revolta motivada políticament i socialment: de fet va ser la primera guerra civil d'Itàlia que va inflamar el país a penes realitzada la unificació i fins a l'any 1867. Més endavant, en diversos episodis de bandolerisme es verifica que ja no tenen reivindicacions polítiques o socials.